# Храмов хълм
Храмовият хълм или Благородното светилище (на иврит; הר הבית; Хар ХаБаит, на арабски الحرم الشريف ал-Харам ал-Шариф) е религиозен обект в Йерусалим, най-свещеното място за юдейската религия и третото най-свещено място за исляма.
В края на III хилядолетие пр. Хр. това високо място е култов център на земите на йевусеите и е известно от Стария завет на Библията под името Мория (виж терафими и тофет).
На този хълм е бил издигнат Първият храм (Храмът на Соломон – построен около 967 пр.н.е. и разрушен около 586 пр.н.е. от вавилонците), а след разрушаването му – и Вторият храм. Цар Ирод Велики, за да може да построи огромен храм, значително по-голям от предишния (а и от самия хълм), разширил хълма с огромни наклонени подпорни стени.
След като римляните разрушили Втория храм през 70 г., тези стени са единственият остатък от Храма – най-свещеното място за евреите. Едната от тези стени е известна като „Стена на плача“. За нея дълго време се е смятало, че е била една от стените на самия храм, но сега е известно, че е била само подпорна стена.
На равната част на хълма (точно над Стената на плача), където е бил Храмът, е третото най-свещено място за исляма – камъкът, от който Мохамед „отскочил“ с коня си и се възнесъл на небето. „Куполът на скалата“ и джамията „Ал Акса“, построени там, съответно са място за поклонение на мюсюлманите с почти толкова голяма важност, колкото Мека и Медина.
Разположен на самия Храмов хълм, Куполът на скалата се издига на 30 m над свещената скала. Поставен е върху цилиндричен барабан, поддържан от четири колонни аркади. Цялата тази конструкция лежи върху етаж с осмоъгълна форма, разделен на два кораба от осем подпори и шестнадесет колони, подредени в кръг около скалата. Стволовете на колоните не лягат непосредствено върху облепените им с мраморни плочи основи, а върху пласт олово.
Достъпът на светлина се осъществява посредством шестнадесетте прозореца на барабана и петдесет и шестте прозореца, разположени на стените на осмоъгълника (по 7 на всяка стена). Четири порти, обозначаващи посоките на света (подобно на легендата за Хирам) водят към вътрешността на джамията.
Интериорната декорация, прилежно поддържана през вековете, е впечатляваща. Долната част на стените е облепена с красиво изрисувани каменни плочи, подобни на тези в църквата „Света София“ в Истанбул. Над нивото на тези плочи стените са покрити с живописни мозайки на златист фон. Изобразени са картини с флорални мотиви – стилизирани акантови листа, различни видове плодове и скъпоценни камъни. Коринтските капители също са покрити с бронз и са богато украсени с мозайки, на които са изобразени палмови и акантови листа, клонки и пр. Този шедьовър на декоративното изкуство се датира от периода на мамелюците, но и голяма част от орнаментацията на интериора била извършена по време на османското управление над Йерусалим.
За първи път в историята на ислямската архитектура в надаркадното пространство на вътрешната галерия са изписани аяти от Корана в куфийски шрифт. Принципът на селектирането им е доста необичаен: най-логично е да се обясни със специалната функция на тази джамия в Йерусалим, разположена в близост до най-големите християнски светини. Самият купол е направен от дърво (под влияние на византийската традиция), което от външната си страна е обковано с позлатено олово, а от вътрешната е покрито с богато украсена и позлатена гипсова мазилка. Поради неиздръжливостта на материала, от който е направен куполът, през вековете той е бил подлаган на чести реставрации. На надписи по стените се четат имената на велики владетели, допринесли за съхранението на това бижу на мюсюлманската архитектура: Саладин Аюби, извършил частични иновации през 1187 г.; мамелюшкия султан Ан-Насир Мухамад, а също така и на османския султан Мехмед II, чиято е и заслугата за изработването на позлатените арабески в подкуполното пространство през 1818 г.
В екстериорно отношение джамията представлява също толкова велико постижение на орнаменталното изкуство, както и в интериорен план. Долната половина на стените е облицована с мрамор, чрез геометрични рисунки под формата на осмоъгълници, а по-горната половина пронизват седем прозореца. Те оформят плоски и гладки ниши, украсени с мозайки.
Горната част на октагона, а и барабанът, на който е поставен куполът, са покрити с пъстри мозайки отново на златист фон. По време на управлението на султан Сюлейман Велики външните стени са частично облепени с плочки, чиято поддръжка се оказва доста трудна и те често трябва да бъдат подменяни. Майсторски изписани в куфийски стил с аяти от Корана се четат по протежение на целия осмоъгълник.